# Déclaration d'indépendance de l'Irlande
Pour un article plus général, voir Histoire de l'Irlande.
Cet article concerne la Déclaration d'indépendance de l'Irlande en 1919. Ne doit pas être confondu avec la proclamation de la République irlandaise en 1916.

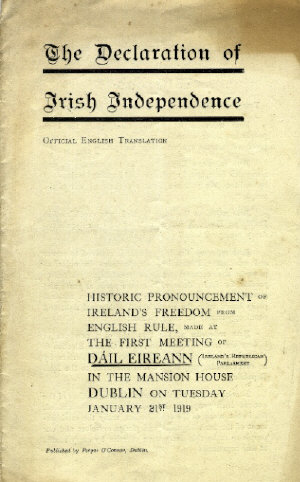
Document original de la déclaration d'indépendance.

La Déclaration d'indépendance de l'Irlande (en irlandais : Forógra na Saoirse ; en anglais : Declaration of Independence) est adoptée le 21 janvier 1919 par le Dáil Éireann, le Parlement irlandais, lors de sa première session tenue à Dublin. Le texte de la déclaration est adopté en irlandais, en anglais et en français.
La république proclamée, qui devait s'étendre à toute l'île, ne fut reconnue que par l'Union soviétique, malgré des efforts diplomatiques en France et aux États-Unis.
S'ensuit une guerre d'indépendance qui dure de janvier 1919 à juillet 1921 et qui aboutit à la guerre civile irlandaise et à la création de l'État libre d'Irlande, correspondant à l'Irlande du Sud.